# Gmina Generalski Stol
Gmina Generalski Stol (chorw. Općina Generalski Stol) – gmina w Chorwacji, w żupanii karlowackiej. W 2011 roku liczyła  2642 mieszkańców.